# Émeraude de Canivet
Cynanthus canivetii
Pour les articles homonymes, voir Canivet.
Espèce
Répartition géographique
Statut de conservation UICN

 LC  : Préoccupation mineure
Statut CITES
L'Émeraude de Canivet (Cynanthus canivetii) est une espèce de colibris de la sous-famille des Trochilinae et de la tribu des Trochilini.
Son nom est attribué au taxidermiste Emmanuel Jacques Canivet (1796-1849).

## Description
Le mâle a le haut de la tête vert doré métallique brillant ou doré. Les parties supérieures sont moins vert doré brillant, variant au bronze presque doré. La queue bleu-noir brillant ou noir lustré de bleu. Les quatre à six rectrices centrales sont brusquement interrompues de gris-brunâtre foncé (lorsqu'il est présent sur la troisième rectrice, le gris est généralement sous la forme d'une large bordure à l'extrémité du plumage externe). Les régimes ardoise-brunâtre foncé ou sombre légèrement satiné de violacé. Les parties inférieures vert métallique doré brillant (variant beaucoup, la teinte pouvant être nettement dorée ou presque verte pure). Présence d'une touffe de plumes blanches ai veau du fémur. Le bec à la moitié terminale plus ou moins sombre, la partie basale brunâtre pâle avec la mandibule brunâtre pâle, sombre à l'extrémité l'œil brun foncé et les pattes sombre.

La femelle a les parties supérieures vert métallique brillant ou vert-bronze, généralement plus terne ou plus bronzé sur le haut de la tête. Les rectrices centrales vert métallique ou vert-bleuâtre. Les deuxième, troisième et quatrième paires de rectrices vert métallique ou vert-bleuâtre sur un peu plus des ⅔ inférieurs brusquement terminées de noir (la quatrième souvent bordée de gris), la paire la plus externe largement bordée de gris-brunâtre pâle, avec une large zone médiane ou une bande de la même teinte, entre l'épaisse bande noire subterminale et la zone basale sombre. Les rémiges sombre légèrement satinées de violacé. La zone auriculaire sombre bordée au-dessus et à l'arrière d'une bande post-oculaire blanc-grisâtre. Les parties inférieures gris-brunâtre clair, un peu plus pâle sur l'arrière. Les flancs brillants ou recouverts de vert métallique ou vert-bronze. Le bec noir mat avec la mandibule brunâtre pâle à la base et sombre à l'extrémité.

## Distribution
Son aire s'étend de l'est du Mexique à travers la péninsule du Yucatán et le nord de l'Amérique centrale.

## Habitat
Cette espèce fréquente les lisières des forêts semi-humides de feuillus et de seconde croissance, les sous-bois ainsi que les maquis, les plantations et les jardins.

## Nidification
Son nid en forme de coupe est abrité par un arbuste, un buisson ou un arbre. Il est composé de fibres végétales tissées ensemble et camouflé à l'extérieur de mousse verte. L'intérieur est tapissé de fibres végétales, de poils d'animaux et de plumes.
2 œufs blancs y sont déposés et couvés par la femelle nourrit par le mâle qui défend son territoire.

## Sous-espèces
Selon la classification de référence du Congrès ornithologique international (15.1, 2025) elle de répartit en trois sous-espèces (ordre phylogénique) :
- C. c. canivetii (Lesson, 1832) — Mexique, nord du Bélize et du Guatemala ;
- C. c. osberti Gould, 1860 — sud du Guatemala, Honduras et Nicaragua ;
- C. c. salvini (Cabanis & Heine, 1860) — ouest du Costa Rica.